# Adolf Wallenberg
Adolf Wallenberg (10. listopadu 1862 ve Stargard – 10. dubna 1949) byl německý internista a neurolog.
Adolf Wallenberg studoval v Heidelbergu a Lipsku, kde na univerzitě získal doktorát v roce 1886. Mezi lety 1886 a 1888 byl asistentem v Městské nemocnici v Danzigu, kde se usadil a pracoval jako praktický lékař. Mezi lety 1907 a 1928 byl ředitelem interny nemocnice a stal se čestným profesorem roku 1910.
Když pracoval s Ludwigem Edingerem, popsal ptačí mozek a zkoumal úlohu čichového systému v hodnocení, rozpoznání a požívání jídla.
Popsal klinické projevy (1895), nálezy posmrtného ohledání (1901) způsobované Arteria cerebelli posterior inferior (Wallenbergův syndrom).
S Edingerem a později také sám publikoval Jahresberichte über die Leistungen auf dem Gebiete der Anatomie des Zentralnervensystems (německy Objevy roku na poli výzkumu anatomie a centrálního nervového systému).

## Eponym
- Wallenbergův syndrom, klinický komplex symptomů při infarktu v zásobovací oblasti Arteria cerebellaris posterior et inferior (dorso-lateralle Medulla oblongata).